# Латат (деревня)
Латат — деревня в Асиновском районе Томской области России. Входит в состав Ягодного сельского поселения.

## География
Деревня находится в южной части Томской области, в пределах юго-восточной части Западно-Сибирской равнины.
Абсолютная высота — 151 метр над уровнем моря.
Уличная сеть состоит из двух географических объектов: ул. Дорожная и ул. Новая.

## История
Основана в 1894 г. В 1926 году состояла из 80 хозяйств, основное население — белоруссы. В административном отношении входила в состав Ново-Архангельского сельсовета Ишимского района Томского округа Сибирского края.

## Население
| 1926 | 1939 | 1959 | 1970 | 1979 | 1989 |
| ---- | ---- | ---- | ---- | ---- | ---- |
| 406  | ↗437 | ↘171 | ↘154 | ↘89  | ↗116 |
| 2002 | 2010 | 2012 | 2013 | 2014 | 2015 |
| ↘113 | ↘83  | ↘81  | ↗83  | ↘80  | ↗83  |
| 2019 | 2021 |      |      |      |      |
| ↘55  | ↗72  |      |      |      |      |

Национальный состав
Согласно результатам переписи 2002 года, в национальной структуре населения русские составляли 75 % от общей численности в 113 жителей.

## Инфраструктура
Личное подсобное хозяйство.

## Транспорт
Латат находится на автодороге общего пользования регионального значения Томской области «Камаевка — Асино — Первомайское» (идентификационный номер 69 ОП РЗ К-3).